# Ictidognathus
Ictidognathus es un género extinto de sinápsido no-mamífero que vivió en lo que ahora es Sudáfrica en el Pérmico Superior.